# Асинибоја (Саскачеван)
Асинибоја (енгл. Assiniboia) је варошица у јужном делу канадске провинције Саскачеван. Налази се на раскрсници аутопутева 2 и 13 на око 105 км југозападно од града Мус Џо.
Знаменитости насеља су презбитеријанска црква из 1920. посвећена светом апостолу Андреју и зграда суда из 1930. године. У Асинибоји се налази и највећа сточна пијаца у провинцији. 
Око 9,5 км северно од насеља се налази мањи аеродром који је током Другог светског рата служио као база за обуку канадске ратне авијације.

## Историја
Насеље Асинибоја службено је основано 12. октобра 1912. када је тадашња управа канадске пацифичке железнице у чијем власништву се налазило земљиште у овом крају, понудила на продају укупно 980 парцела. Некада пуста прерија се захваљујући железници и плодном земљишту преобразила у урбани центар готово преко ноћи. Свега два месеца касније насеље је имало 400 становника и административно је уређено као село. Већ до краја следеће године број становника је порастао на преко 1.400, а село је добило статус варошице. Подигнуто је 5 великих силоса за жито који су насељу осигуравали стабилан извор прихода и раст чак и у периоду Велике депресије и током Другог светског рата.

## Демографија
Према резултатима пописа становништва из 2011. у варошици је живело 2.418 становника у 1.214 домаћинстава, што је за 4,9% више у односу на 2.305 житеља колико је регистровано 
приликом пописа 2006. године.
| 2006. | 2011. |
| ----- | ----- |
| 2.305 | 2.418 |

## Привреда
Асинибоја лежи у превасходно пољопривредној области тако да привреда од најранијих дана почива на пољопривредној производњи (посебно на узгоју житарица) и прехрамбеној индустрији. У варошици постоји и велико постројење за рециклажу аутомобилских гума.